# Burg Bäslack
Die Burg Bäslack war eine Ordensburg des Deutschen Ordens in dem damals ostpreußischen Ort Bäslack (polnisch Bezławki).

## Geschichte

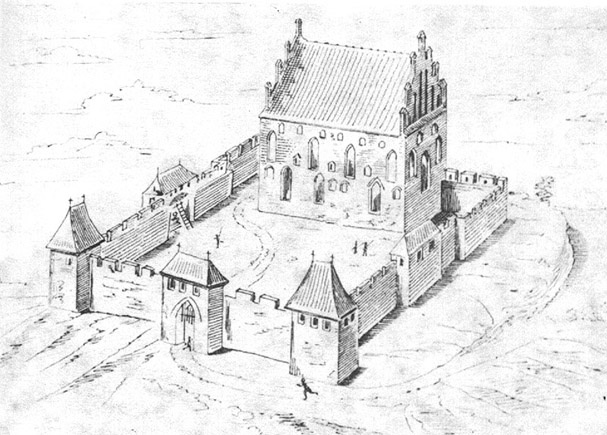
Rekonstruktionszeichnung von Conrad Steinbrecht für den Zustand des 15. Jh.

Zum Schutz vor den Litauern wurde am linken Ufer der Deime (polnisch Dajna) ein Wildhaus angelegt, welches von drei Seiten durch einen Sumpf gesichert war; nur von Norden war es zugänglich. Die Einrichtung wurde erst 1402 erwähnt. Der Ort erhielt 1371 die Handfeste des Komturs von Balga. 
Das Haus war etwa 25 m lang und 12 m breit und hatte nur einen einzigen Zugang an des westlichen Schmalseite. Es hatte einen von Mauern umgebenen Vorhof. 
Als die Verteidigungsanlage nicht mehr benötigt wurde, wurde sie 1583 zu einer evangelischen Kirche umgewandelt. 1726–1730 wurde der Kirchturm errichtet. Die Kirche wurde 1988 renoviert und dient seitdem der katholischen Gemeinde.